# Transdanubio Occidentale
Il Transdanubio Occidentale (in ungherese: Nyugat-Dunántúl) è una regione dell'Ungheria.
La regione è costituita dalle province di:
- Győr-Moson-Sopron,
- Vas,
- Zala.

Questo raggruppamento è usato per fini statistici dall'Unione Europea (Eurostat) come raggruppamento di livello 2 (NUTS 2).